# Коростенський укріпрайон

Схематична карта укріпрайонів України станом на 1937 рік. № 2 — Коростенський укріпрайон

Ко́ростенський укріпрайо́н (5-й УР, УР № 5, КоУР) — укріплений район, комплекс фортифікаційних споруд на півночі Житомирській області на рубежі Рудня — Білокоровичі — Осівка — Ємільчине — Білка — Зарубинка — станція Фонтанка. Один з елементів так званої «Лінії Сталіна», побудований в 1932–1939 роках.

## Будівництво
Наприкінці 1920-х років для забезпечення мобілізації і стратегічного розгортання військ на західному операційному напрямку було прийняте рішення побудувати ряд укріпрайонів на кордоні з Польщею.
Питання про будівництво Коростенського укріпрайону підняв командувач Українським військовим округом командарм 1-го рангу Якір. Попередні плани будівництва УРу були представлені начальнику генерального штабу РСЧА Єгорову весною 1931 року. Згідно з планом Коростенський УР повинен був проходити у 40—50 км від державного кордону і, упираючись правим флангом у поліські болота, прикривати напрямок Овруч — Коростень. За підписом О.І.Єгорова и І.Е.Якіра план будівництва був затверджений, але зі скороченням 114-ти довготривалих вогневих точок, в тому числі 5-ти артилерійських капонірів і напівкапонірів, за умови будівництва нових 23-х довготривалих вогневих точок. План був затверджений директивою № 053231сс генштабу РСЧА від 30 червня того ж року. Ця директива затвердила остаточний генеральний план будівництва Коростенського УРа, за яким планувалося побудувати 13 батальйонних районів оборони біля населених пунктів: Гулянка, Білка, Дров'яний Пост (з 1961 року село Діброва), Білокоровичі, Кривотин, М'яколовичі (тоді Рудня-М'яколовецька, з 1946 року Рудня-Миколаївка), Ришавка, Зарубинка, Гацьківка, Турчинка, Перга, Усово, Словечне з приблизним об'ємом бетонування 50000 м³ залізобетону.
Таким чином було прийнято остаточне рішення на будівництво головної смуги оборони Коростенського УРа з переднім краєм по рубіжу Селезівка, Дідове Озеро, Рудня-Озерянська, Рудня-Радовельська, Білокоровичі, Рудня-Миколаївка, Осівка, Кривотин, Гулянка, Білка, Сушки, Новина, Ришавка, Луковець, Кропивня, Рудня-Гацьківка, Турчинка.
Будівництво розпочалося влітку 1931 року. До листопада того ж року було зведено 264 споруди, а в листопаді 1932 року до вже наявних споруд додалися ще 191. В районі Коростеня був побудований підземний командний пункт.
2 червня 1932 р. командуючий військами УВО командарм 1 рангу І.Е.Якір подав на затвердження народним комісаром оборони пропозицію (М А/001722) по вдосконаленню Коростенського УР. Мова йшла про спорудження нового, додаткового батальйонного району оборони на 15 довготривалих вогневих споруд в районі містечка Ємільчине. Завданням цього БРО біло прикриття 27-еілометрового розриву між Коростенським УР в лівим флангом Новоград-Волинського УР, який між Ємільчиним і Катеринівкою був доступним для дій всіх родів військ противника. Крім того, для збільшення глибини оборони до 5-6 км планувалося влаштувати відсічну позицію Лучанки - Возничі за рахунок будівництва 103 нових довготривалих вогневих точок, а для будівництва другої смуги оборони в районі Новаки, Кремно, Колцки (тепер Калинівка Лугинського району)), Остапи, Радогоща, Пугачівка, Ушомир було прийнято рішення про будівництво 34 нових довготривалих вогневих споруд.
У 1938 році УР був додатково посилений 12-ма артилерійськими напівкапонірами, однак до початку війни вони так і не були повністю обладнані і озброєні.
Укріпрайон мав загальну протяжність 182 кілометри. Його система оборони налічувала 14 батальйонних районів оборони, 2 відсічних рубежі і окремий вузол оборони в Ємільчиному. Глибина оборони на основних напрямках становила близько двох кілометрів. В 7—8 км від переднього краю йшла друга смуга оборони без розвитку в глибину. Польове посилення укріпрайону складалося з 20 тисяч метрів траншей і ходів сполучень, а також 120 км дротяних загороджень. Уздовж лінії оборони були вириті канали, перегороджені загатами, що дозволяло затопити місцевість перед або в ході наступу противника.
Командний пункт був перлиною цього фортифікаційного вінця. Командний пункт мав службові та житлові приміщення. Телефонний вузол і радіостанція КП розташовувалися у різних приміщеннях, споруда мала душ, власну криницю, звідки викачували воду у цистерни, систему обігріву повітря і води, систему електричного обігріву повітря. Розміщення важливих пунктів КоУРу було таким: біля Білокоровичів розташували управління УРу, взвод капонірної артилерії, роту зв’язку, Третє відділення, запасний польовий кулеметний батальйон, управління військово-інженерного будівництва; біля Словечно розгорнули військовий склад.
На озброєнні укріпрайону було 16 гармат, 919 станкових і 309 ручних кулеметів, що становило лише третину від потреби. Комісія, яка обстежила УР перед війною, констатувала, що з оглянутих 178 споруд, більшість не були повністю обладнані, маскування прийшло в непридатність, гідроспоруди перебували у незадовільному стані, підготовка частин гарнізону була вкрай низькою.
На головному рубежі оборони між спорудами "0" батальйонного району оборони північного фасу КоУР і частиною батрайону "Ю" Мозирського УР майже нема розриву (3—4 км болотистої непрохідної місцевості). Між тиловим рубежем відсічного рубежу КоУР Словечно-Возничі і ротним районом оборони "А" Мозирського УР є розрив 15—18 км.

## Німецько-радянська війна
З початком німецько-радянської війни Коростенський укріпрайон був включений до складу Південно-Західного фронту.
5 липня 1941 року німці прорвали оборону на ділянці Новоград-Волинського укріпрайону, після чого частини 5-ї армії в ніч з 7-го на 8-ме липня відступити до Коростенського укріпрайону і до ранку 9-го числа зайняли там оборону. 15-й стрілецький корпус (45-та і 62-га стрілецькі дивізії) відходили на рубіж Рудня — Білокоровичі, 31-й стрілецький корпус (193-тя, 195-та і 200-та стрілецькі дивізії) на рубіж Білокоровичі — Ємільчине — Дмитрівка.
9 липня 5-та армія отримала наказ нанести контрудар в напрямку Гульськ — Кам'яний Брід з метою знищення угруповання противника, що прорвалося на східний берег Случі. Армія, обороняючи силами двох стрілецьких дивізій 15-го стрілецького корпусу, однією дивізією 31-го стрілецького корпусу і чотирма кулеметними батальйонами західний сектор Коростенського УРу на ділянці Рудня — Білокоровичі — Серби, своїм ударним угрупуванням у складі двох дивізій 31-го стрілецького корпусу і трьох механізованих корпусів з ранку 10 липня перейшла в наступ з фронту Вершниця — Теснівка — Мирне. Втім спроба контрудару успіху не мала. Під кінець доби 11 липня 15-й стрілецький корпус вийшов на основну оборонну смугу укріпрайону і зайняв для оборони фронт: 45-та стрілецька дивізія — Руднище, 62-га стрілецька дивізія — Рудня-Озерянська — Білокоровичі.

Прорив Коростенського УРу 25 липня — 7 серпня 1941 року

В оперативному зведенні штабу 5-ї армії за 11 липня відзначалося, що смуга оборони 15 стрілецького корпусу не обладнана для польових військ, а смуга передпілля обладнана слабо. Будівельні батальйони створили тільки завали, що не складають серйозної перешкоди для піхоти. 4-й, 55-й, 54-й, 142-й і 224-й кулеметні батальйони, які знаходяться в смузі оборони корпусу недостатньо забезпечені озброєнням та боєприпасами, внаслідок чого споруди зайняті повністю тільки на першій лінії. На 12 липня некомплект кулеметних батальйонів УР становив: 76-мм гармат — 16, станкових кулеметів — 333, ручних кулеметів — 279.
23 липня розгорнулися запеклі бої на головній смузі оборони укріпрайону на ділянці Осівка — Гулянка — Білка — Зарубинка — Ягодинка. У смузі 31-го стрілецького корпусу противнику вдалося прорвати оборону на кілька кілометрів, але потім він був відкинутий. В ніч на 24 липня оточеному в районі Ємільчиного 38-му кулеметному батальйону вдалося прорватися до села Чміль.
24 липня німці знову розпочали наступ і, змусивши 193-тю і 200-ту стрілецькі дивізії відступити, зайняли Гулянку, Ушицю і Бондарівку. На кінець 31 липня німецькі війська потіснили радянську оборону на глибину до 20 кілометрів. Війська, що оборонялися, неодноразово намагалися ліквідувати прорив, але безрезультатно.
5 серпня німці відновили наступ і до вечора доби почали наступ на Коростень. Під загрозою оточення командувач армією генерал-майор Потапов наказав відвести війська 31-го стрілецького корпусу на рубіж Кривотин — Залісся — Могільне. 15-й стрілецький корпус зняв озброєння з південно-західної ділянки укріпрайону і відійшов на рубіж Білошиці — Стремигород — Липляни — Юзефівка. Ар'єргардні частини 135-ї і 193-ї стрілецьких дивізій, що прикривали відхід армії. 7 серпня війська німецької 6-ї армії зайняли Коростень. До цього моменту частини укріпрайону залишалися лише в північній частині УРу, де німці не вели бойових дій.
Аби запобігти виходу німецьких військ в тил київського угруповання, командувач Південно-Західним фронтом маршал Будьонний 16 серпня звернувся до Ставки ВГК за дозволом відвести 5-ту армію і 27-й стрілецький корпус на лівий берег Дніпра. 19 серпня Ставка дала дозвіл на відведення військ правого крила фронту за Дніпро і залишення Коростенського укріпрайону.
Управління 5-го укріпрайону було розформоване 30 серпня 1941 року.

## Бойовий склад КоУР

### Коменданти КоУР
- Нікітін Семен Васильович (1931–1934), комдив
- Давидов Леонід Олексійович (1934 −1937), комбриг
- Іванов Григорій Микитович (1940–1941), полковник

| 27 травня 1941 року | 22 червня 1941 року |
| --- | --- |
| Управління УР 49-й окремий кулеметний батальйон 142-й окремий кулеметний батальйон Запасний польовий кулеметний батальйон Взвод капонірної артилерії 129-я рота зв'язку Військовий склад Управління військово-інженерного будівництва | Управління УР 15-й окремий кулеметний батальйон 34-й окремий кулеметний батальйон 38-й окремий кулеметний батальйон 49-й окремий кулеметний батальйон 48-й окремий кулеметний батальйон 51-й окремий кулеметний батальйон 55-й окремий кулеметний батальйон 142-й окремий кулеметний батальйон 574-та польова поштова станція |

Примітка: за даними джерел 
Зараз в приміщеннях командного пункту Коростенського УРу в Коростені діє військово-історичний комплекс «Скеля», покликаний увіковічити подвиг захисників Коростенського укріпленого району в липні-серпні 1941 року.